# Recto Verso
Pour les articles homonymes, voir Recto-Verso.
Recto Verso était un magazine d'information québécois, publié à Montréal de 1951 à 2004 sous les titres L'Action catholique ouvrière, Prêtres aujourd'hui, Prêtres et laïcs, Dossiers Vie ouvrière, VO, et Recto-Verso. La publication indépendante, qui avait une politique éditoriale de gauche, abordait des thématiques sociales et couvrait les différents courants progressistes québécois. Avant de fermer ses portes, elle publiait à 100 000 exemplaires.

## Historique
Fondée par la Communauté des missionnaires oblats en 1951, la publication se voulait un outil d'animation et de réflexion sur la condition ouvrière destiné aux prêtres et aumôniers québécois impliqués dans la Jeunesse ouvrière catholique et la Ligue ouvrière catholique. Son fondateur, le père Victor-Marie Villeneuve décrit l'objectif de la revue, alors intitulée L'Action catholique ouvrière : « étudier sous tous les aspects le problème ouvrier; chercher, avec tous les confrères qui voudront nous donner leur collaboration, comment les prêtres peuvent aider toujours plus efficacement nos ouvriers, jeunes et adultes, hommes et femmes[...] ».
La revue à la diffusion confidentielle (400 exemplaires en 1951; 2000 copies en 1958) évolue vers une laïcisation progressive au lendemain de la Révolution tranquille et change de titre : elle devient Prêtres aujourd'hui en 1958, puis Prêtres et laïcs en 1966. Les changements de noms successifs représentent une manière pour les Oblats de refléter les transformations rapides qui surviennent dans la société québécoise et au sein même de l'Église catholique romaine, depuis le concile Vatican II. « L’esprit chrétien de gauche, caractérisé par la recherche de justice et d’égalité sociales au nom de l’Évangile, perdure donc et c’est porté par ce mouvement de l’idéal participationniste, qui prône la prise de parole généralisée, qu’évolue la revue », affirme Francis Cauchon, qui a rédigé un historique de la publication pour l'Université du Québec à Montréal en 2001.

### Une revue de dossiers
Les pères Oblats, qui dirigent toujours la revue au début des années 1970, ont peine à inscrire leur militantisme chrétien de gauche dans les nouveaux courants dominants à cette époque : la théologie de la libération, la contre-culture, représentée par des publications comme Mainmise et le courant marxiste — incarné par des groupes comme En Lutte! Les différents courants prennent de plus en plus de place dans les groupes syndicaux et populaires et Prêtres et laïcs se transforme en Dossiers Vie ouvrière à compter de 1974. Le directeur de la publication, le père Paul-Émile Charland, décide d'imiter certaines revues catholiques françaises et belges et de publier un dossier par numéro. La liste des dossiers publiés entre 1974 et 1984 recensée dans l'étude de Cauchon est éclectique. Dossiers Vie ouvrière publiera notamment des numéros qui rejoignent les thématiques chères aux groupes populaires  (« L'éducation populaire : mythe ou réalité? » no 84, 1974); aux marxistes (« Des ouvriers prennent en charge leur usine », no 93, 1975) et aux catholiques de gauche (« L'Église et la classe ouvrière », no 109, 1976).
Cherchant à partager les coûts avec d'autres communautés religieuses, les Oblats transforment la revue en un organisme sans but lucratif en 1978. L'association reçoit l'aide des Sœurs du Bon Conseil, des Petites Sœurs de l’Assomption, des Pères de Sainte-Croix, des Sœurs Auxiliaires et des Fils de la Charité. La revue réussit à traverser le climat de morosité qui a suivi le référendum de 1980 et la récession du début des années 1980 grâce à son financement alors assuré à 80 % par les communautés religieuses. Toutefois, leur influence se relâche graduellement et ils quittent la direction de la revue en 1983.

### Nouvelle orientation
À compter de 1985, la revue se transforme en un magazine qui délaisse un peu les sujets « ouvriers » pour aborder les sujets d'actualité de cette période, « telles que la place des jeunes, les transformations du marché du travail, le féminisme,
l’avortement, etc. ». Son format se modernise et la rédaction se professionnalise graduellement. Ce mouvement s'accélère en 1990, lorsque la publication abandonne sa vocation pastorale pour se consacrer à un journalisme « alternatif ». Pour consacrer ce divorce, on renomme une autre fois le magazine, qui portera désormais le titre VO : Vie ouvrière. Ce changement ne réussira pas à sortir la publication d'une situation financière difficile et n'aura qu'un impact limité chez un lectorat composé surtout de militants.
C'est en 1997 que le magazine, renommé Recto Verso fait son apparition dans les présentoirs du Québec avec une nouvelle facture et un contenu rédactionnel plus varié et accessible pour le grand public, tout en maintenant son ancrage à gauche. Publié tous les deux mois, il était distribué gratuitement à 100 000 exemplaires dans 1 100 dépôts au Québec et dans certaines communautés francophones et acadiennes du Canada.
La fermeture du magazine est survenue en juin 2004, moins d'un an après la réduction de 40 % du financement d'un programme d'aide à l'édition de magazines par le gouvernement du Canada, affectant l'ensemble des publications distribuées gratuitement, y compris Recto Verso. Le magazine avait lancé au printemps précédent une campagne de vente d'«action solidaire». Les lecteurs étaient invités à acheter des actions au coût de 10$ chacune afin de devenir membre de la «Société des actionnaires solidaires de Recto Verso» pour soutenir financièrement le magazine. La campagne n'aura permis que d'amasser 50 000 $ ce qui était bien insuffisant pour couvrir la dette accumulée du magazine.
Recto Verso a permis à plusieurs journalistes indépendants de publier leurs textes et photographies, dont Zahra Kazemi, la photographe irano-canadienne qui est décédée le 11 juillet 2003, alors qu'elle était emprisonnée par les autorités iraniennes.